# Josep Villarroya
Pour les articles homonymes, voir Villarroya (homonymie).
Josep Villarroya Pérez, né le 26 août 1962 à Barcelone, est un footballeur espagnol qui jouait au poste de milieu de terrain.

## Biographie
Josep Villarroya se forme à La Masia et joue au FC Barcelone B avec qui il marque 8 buts lors de la saison 1986-1987. Il parvient à débuter en équipe première du FC Barcelone mais pas en championnat. Il débute en première division avec le CE Sabadell lors de la saison 1987-1988. Avec Sabadell, il joue 30 matchs et marque 4 buts, mais le club descend en deuxième division.
En été 1988 il est recruté par l'UE Figueres puis en 1989 par le Real Burgos. Avec Burgos il marque 6 buts en 35 matchs. Il est un élément important de la promotion de Burgos en première division. Mais il perd la titularité et ne joue que 4 matchs la saison suivante.
Par la suite, il joue avec l'UE Sant Andreu.